# Olympus Mons

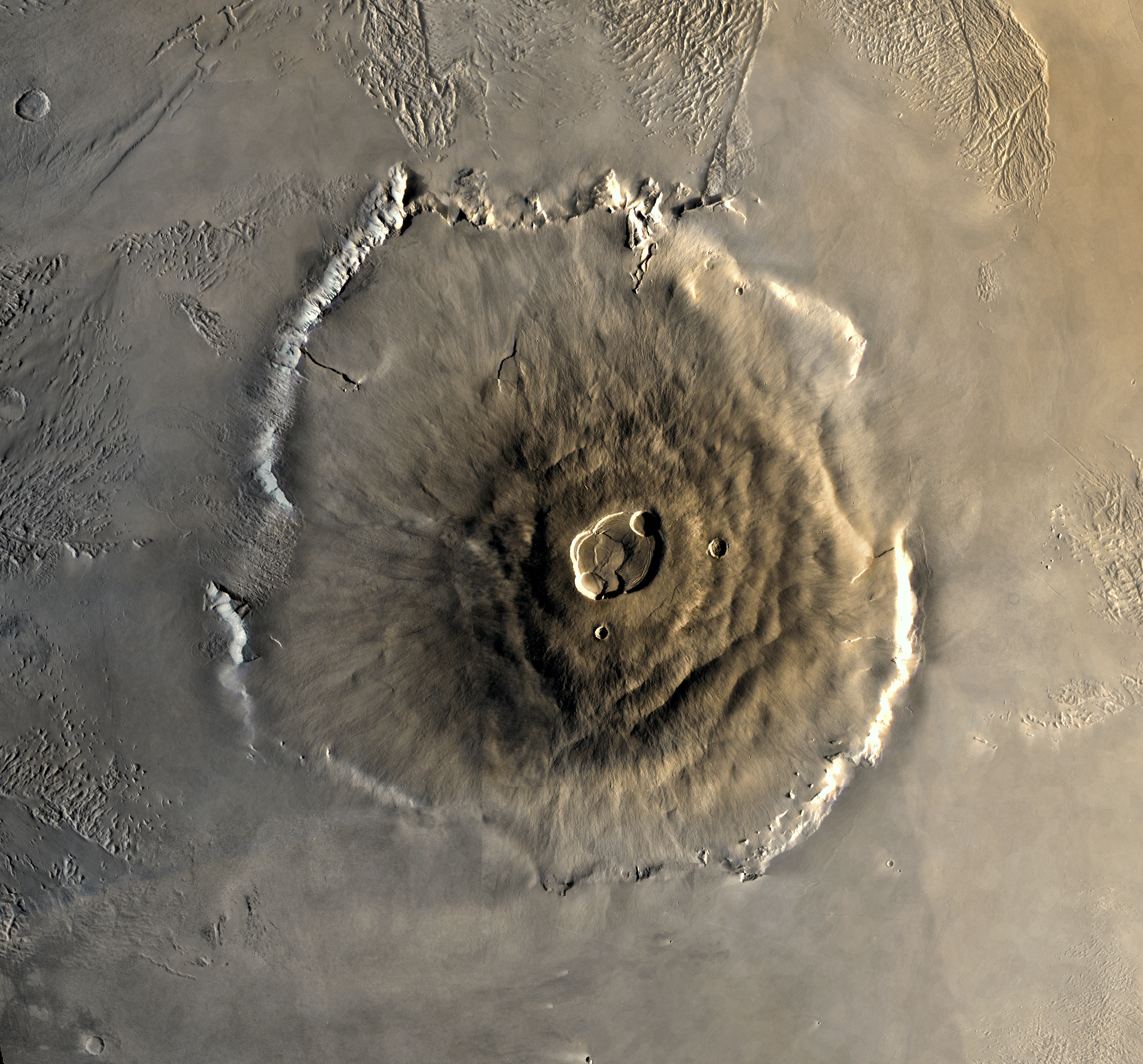
Samengestelde foto van Olympus Mons, genomen door de Amerikaanse satelliet Viking 1 (22 juni 1978)

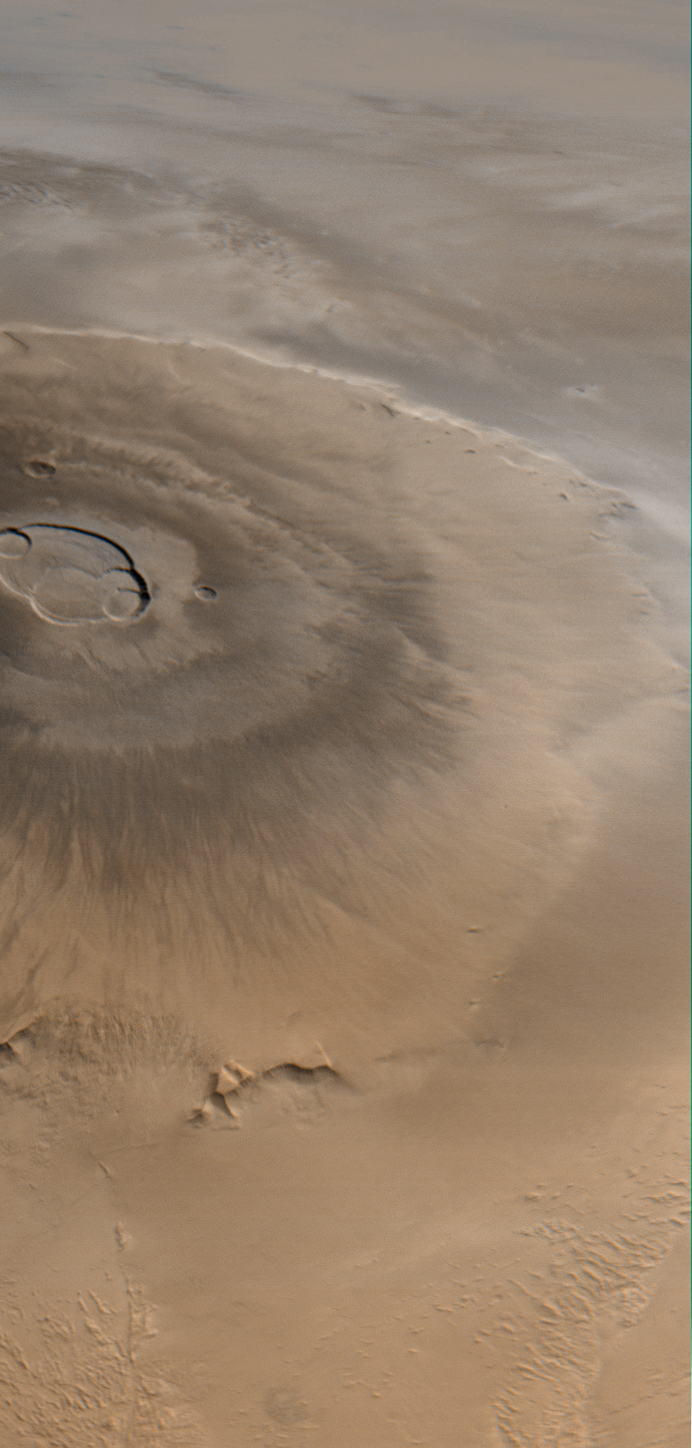
Foto van Olympus Mons door Mars Global Surveyor

Olympus Mons is een uitgedoofde vulkaan op Mars. Het is de grootste bekende vulkaan in het zonnestelsel, en steekt ongeveer 25 km boven de omliggende vlakte uit. Hij heeft een basisdiameter van 624 km en is omringd door een steile rotswand van 6 km hoog. Behalve hoog is Olympus Mons ook vooral breed, namelijk zo'n 550 kilometer.

## Ontstaan
Men vermoedt dat Olympus Mons op eenzelfde manier gevormd is als Hawaï. Het is een schildvulkaan, waarbij materiaal zeer diep uit de planeet aan het oppervlak komt en zo land vormt. Dat de vulkanen zo groot zijn geworden en niet weggezonken zijn betekent dat Mars toentertijd al genoeg afgekoeld was om een lithosfeer te hebben die een dergelijk grote massa kan dragen. De grootste vulkaan op aarde is de Mauna Kea in Hawaï, vanaf de zeebodem 10 kilometer hoog en 250 kilometer breed. In vergelijking met de rest van het Marsoppervlak is Olympus Mons erg jong, pas zo'n 165 miljoen jaar. Dit komt overeen met de ouderdom van Shergottiet-meteorieten die van Mars afkomstig zijn.

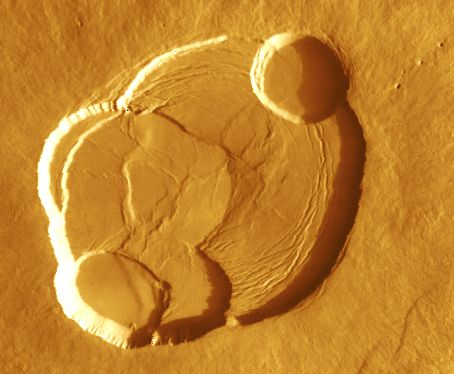
Caldera en putkraters op Olympus Mons

Vergelijking van Olympus Mons met Hawaii en Everest

## Caldera
De top van de vulkaan wordt gevormd door een 85 bij 60 kilometer brede caldera. Deze bestaat uit 6 overlappende putkraters, en is in het laagste punt 3 kilometer diep. De vulkaan wordt omringd door een gebied dat bekendstaat als de Olympus Mons-aureool (Latijn voor lichtcirkel). Het bestaat uit gigantische ruggen en blokken welke tot wel 1000 kilometer van de voet uitstrijken. Dit landschap toont tekenen van een dynamische Marskorst en gletsjeractiviteit. Over dit type terrein zijn nog vele vragen onbeantwoord.

## Observaties
De vulkaan werd al vanop Aarde waargenomen door telescopen in de 19e eeuw. De vulkaan werd aanvankelijk Nix Olympica ("Olympische sneeuw") genoemd. De Amerikaanse ruimtesonde Mariner 9, in een baan om Mars, nam in 1972 foto's van de vulkaan.

## Andere vulkanen
Mars kent nog meer zéér grote vulkanen. De meeste bevinden zich in de Tharsisrug, zoals Olympus Mons, maar ook in Elysium Planitia.